# 공감은 지능이다
공감은 지능이다는 자밀 자키가 지은 공감에 관한 책이다.
사회심리학 실험으로 밝혀진 공감에 대한 설명을 한다.